# Liselotte Strelow
Liselotte Strelow (* 11. September 1908 in Redel, Pommern; † 30. September 1981 in Hamburg) war eine deutsche Fotografin.

## Leben

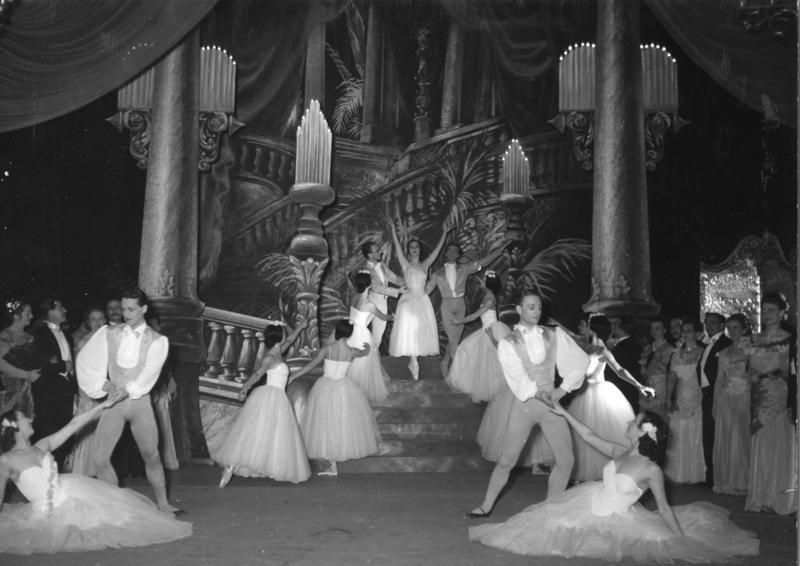
Szene aus Die Fledermaus mit Edel von Rothe, Aufführung am Düsseldorfer Opernhaus 1954, fotografiert von Liselotte Strelow

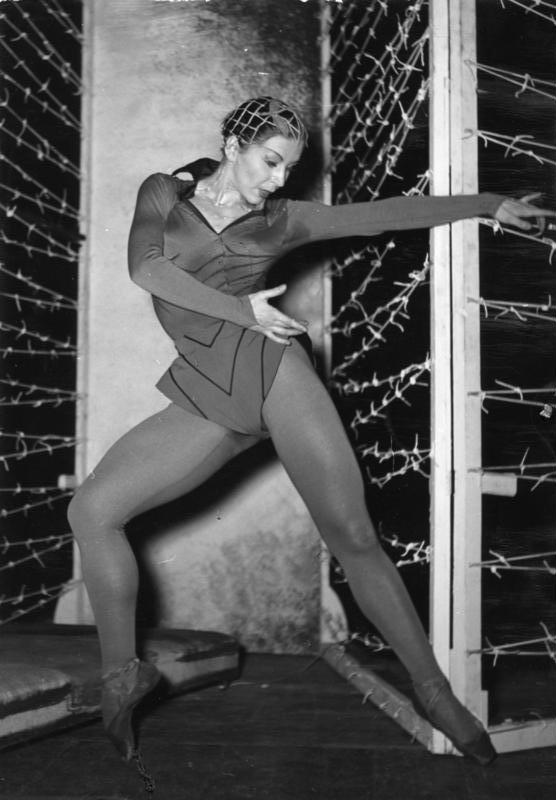
Edel von Rothe in Das Goldfischglas, Düsseldorfer Opernhaus 1954, fotografiert von Liselotte Strelow

Die Bauerntochter ging 1930 nach Berlin, wo sie an der Schule des Lette-Vereins Fotografie-Kurse belegte. 1932 lernte sie im Studio der jüdischen Fotografin Suse Byk, danach wurde sie von Kodak (Deutschland) angestellt. 1938 übernahm sie das Studio von Suse Byk am Kurfürstendamm. Das Studio sowie der Großteil ihres Fotoarchivs wurden bei einem Bombenangriff im Winter 1944 vernichtet.
Nach der Flucht aus Pommern 1945 ging sie zunächst nach Detmold, 1950 eröffnete sie ein Studio an der Königsallee in Düsseldorf. Sie spezialisierte sich auf Porträt- und Theaterfotografie. Ihre Bilder in Zusammenarbeit mit Gustaf Gründgens und Elisabeth Flickenschildt machten sie bald bekannt. Nachdem die Deutsche Bundespost ihr Porträt des Bundespräsidenten Theodor Heuss 1959 zur Grundlage einer Briefmarkenserie ausgewählt hatte, konnte sie sich ihre Auftraggeber aussuchen. Bekannt wurden ihre Porträts von Konrad Adenauer, Rudolf Augstein, Maria Callas, Uwe Johnson und Thomas Mann sowie von Ingeborg Bachmann, Gottfried Benn, Joseph Beuys, Lea Steinwasser, Jean Cocteau, Marlene Dietrich und Hildegard Knef.
Liselotte Strelow war Mitglied der Gesellschaft Deutscher Lichtbildner (GDL) und der Deutschen Gesellschaft für Photographie (DGPh). Ein fotografischer Teilnachlass – vornehmlich Porträtfotografien – befindet sich im Rheinischen Landesmuseum in Bonn, der weitaus größere theaterfotografische Nachlassteil im Theatermuseum der Landeshauptstadt Düsseldorf, früher: Dumont-Lindemann Archiv.

## Preise
- 1969: David-Octavius-Hill-Medaille, vergeben durch die Gesellschaft Deutscher Lichtbildner e. V. (GDL); seit 1988 vergeben durch :die Fotografische Akademie GDL, gemeinsam mit der Stadt Leinfelden-Echterdingen als David-Octavius-Hill-Medaille / Kunstpreis der Stadt Leinfelden-Echterdingen
- 1976: Kulturpreis der Deutschen Gesellschaft für Photographie (zusammen mit Rosemarie Clausen und Regina Relang)

## Einzelausstellungen (Auswahl)
- 2008/2009: Rheinisches Landesmuseum Bonn[5]
- 2009: Historisches Museum Frankfurt
- 2010: Willy-Brandt-Haus, Berlin
- 2010: Kunsthalle Erfurt
- 2019: Liselotte Stresow  BILDERGESCHICHTEN, Johanna Breede PHOTOKUNST